# Fibrin
Fibrin (även faktor I eller faktor Ia) är ett protein som kan bildas från lösligt fibrinogen i blodet vid blodets koagulation, till exempel efter en sårskada eller i ett operationssår. Vid koagulationen sätts en reaktion igång som med hjälp av ett antal koagulationsfaktorer leder till att förstadiet fibrinogen omvandlas till ett slags nätverk av trådar, fibrin. I nätverket kan sedan blodplättar och röda blodkroppar fastna, vilket leder till att såret slutar blöda. Fibrin medverkar även vid bildning av blodproppar.
Fibrinogen är en del av tillsatsen köttklister.